# Megabalanus tanagrae
Megabalanus tanagrae is een zeepokkensoort uit de familie van de Balanidae. De wetenschappelijke naam van de soort is voor het eerst geldig gepubliceerd in 1928 door Pilsbry.